# CNPC-Актобемунайгаз
АО "СНПС-Актобемунайгаз" — промышленное предприятие, осуществляющее операции недропользования на нефтегазоносных площадях в Актюбинской области Республики Казахстан. Компания ходит в число лидеров нефтегазового сектора  Казахстана, является ведущим нефтегазовым оператором Актюбинской области, олицетворяет собой прогрессивное взаимовыгодное сотрудничество Казахстана и Китая в энергетическом секторе.

## О Компании
АО «СНПС-Актобемунайгаз» - ведущее промышленное предприятие Актюбинской области Республики Казахстан. Зарегистрировано в органах юстиции Актюбинской области. Главный офис расположен в городе Актобе, Компания имеет представительство в городе Астане. В штатной структуре находятся несколько основных и вспомогательных производственных подразделений (филиалов), участвующих в едином производственно-хозяйственном цикле. Деятельность АО «СНПС-Актобемунайгаз» во многом определяет бюджетное благополучие региона и общий потенциал экономики Актюбинской области. Численность трудового коллектива – 5,9 тыс. человек. По юридической форме Компания организована в виде акционерного общества, ранее произведена единственная эмиссия простых и привилегированных ценных бумаг (акций).
На основании «Контрактов на недропользование» Компания осуществляет свою деятельность на нефтегазоконденсатном месторождении Жанажол, нефтегазовых месторождениях Кенкияк-подсолевой и Северная Трува, нефтяном месторождении Кенкияк-надсолевой, а также на Центральной территории Восточной части Прикаспийской впадины и разведочных блоках Терескен-1 и Терескен-2, расположенных в пределах административных границ Актюбинской области.
Вступление CNPC в актюбинский проект было оформлено следующими историческими документами:
04 июня 1997 года в Президентском дворце в г.Алматы в присутствии Президента Казахстана Назарбаева Н.А. и Вице-премьера Госсовета КНР Ли Ланьцин был подписан «Договор о купле-продаже акций «Актобемунайгаз»;
26 сентября 1997 года между инвестором и Правительством был подписан «Контракт на проведение операций по углеводородам на месторождениях Жанажол, Кенкияк-надсолевой и Кенкияк-подсолевой в Актюбинской области».
Компания имеет историческую летопись в периоде с 1982 года (бывшее советское ПО "Актюбинскнефть"). С 1997 года в хронологии взаимоотношений  компании и государства ведется отсчет истории партнерства с якорным инвестором в лице Китайской Национальной Нефтегазовой Корпорации, которая дала письменные обязательства Правительству РК инвестировать суммарно в развитие актюбинского проекта не менее 4,0 млрд долларов в течение 20 лет. Стоит отметить, что фактически сумма накопленных инвестиций за период 1998-2024 годы превысила отметку в 19 млрд долларов США. Начиная с 1997 года, инвестор ведет планомерную масштабную работу по развитию Компании. Объём выплаченных налогов и сборов в бюджеты всех уровней в периоде 1998-2024 годы превысил отметку в 3 трлн. 900 млрд тенге. Основными направлениями производственной и управленческой политики являются:
модернизация, переоснащение основных фондов, кардинальное техническое перевооружение производства, приобретение и ввод в строй новейшей промысловой и скважинной техники, отвечающей мировым стандартам, наращивание промышленного потенциала по всем группам оборудования и механизмов;
наращивание добычи углеводородов за счет комплексного привлечения научных изысканий, внедрения новых технологий;
расширение базы недропользования, подсчет новых доказанных запасов на собственных лицензионных площадях;
адаптация современных рыночных систем менеджмента, внедрение международной практики внутреннего управленческого контроля;
создание новых каналов сбыта товарной продукции;
развитие человеческого капитала как в отношении к членам трудового коллектива, так и в плане развития партнёрских коллективов;
широкое внедрение систем экологической безопасности, природоохранных мероприятий, безотходных и энерго-экономных технологий, забота о безопасности труда, о комфорте для рабочего человека;
участие в государственных программах энергонезависимости, модернизации, импортозамещения, прорывных проектов, индустриализации Казахстана и других;
стремление к новым достижениям в корпоративной внутренней и внешней социальной политике.
За 27 последних лет (с 1997 года) Компания добыла на своих контрактных территориях в накопленном исчислении свыше 159 млн тонн нефти и 92 млрд.куб.м. нефтяного попутного и природного газа. В 2022 году Республика Казахстан отметила 25-летний юбилей инвестиционной деятельности корпорации CNPC в актюбинском проекте. За годы взаимодействия с китайскими специалистами огромные изменения произошли в направлении модернизации производства Акционерного общества. Значительные инвестиции АО «СНПС-Актобемунайгаз» за эти годы были направлены на реализацию таких стратегически-важных производственных и инфраструктурных проектов модернизации, как железная дорога «Жанажол-Жем», магистральный газопровод «Жанажол-КС13», объекты газлифтной системы добычи, Жанажольская база производственно-технологического обеспечения, Заводы Жанажольского нефтегазоперерабатывающего комплекса, газотурбинная электростанция, система заводнения пластов, смешанный трубопровод для мультифазной продукции «Кенкияк-Жанажол», дожимные компрессорные станции, сеть промысловых автодорог и др.
Исторически рост производства сжиженного газа связан с вводом на Жанажольском газоперерабатывающем комплексе ряда новых технологических установок. Поскольку проект Третьего ЖГПЗ являлся составной частью республиканской Карты «Форсированного индустриально-инновационного развития», то его функционирование имеет стратегическое значение как для региональной экономики, так и для макроэкономического потенциала Республики Казахстан. Компания обеспечила создание производства с высокой степенью локализации. Важнейшим дополнением к вопросу функционирования Жанажольского комплекса является стратегическая важность реализуемой Акционерным обществом «Программы комплексной утилизации попутного нефтяного газа», один из основных элементов которой – долгосрочная архитектура экологической безопасности при разработке месторождений компании.
Как и многие казахстанские нефтегазовые компании, АО «СНПС-Актобемунайгаз» на последнем этапе столкнулось с проблемами рыночного характера, связанными со значительным снижением квоты  на реализуемую на экспорт  нефти, падением чистого финансового потока и вынужденной оптимизацией программ капвложений. Столкнувшись с вынужденным снижением объёма буровых работ и промысловых орг-тех мероприятий, коллектив изыскал скрытый потенциал месторождений и более отчётливо очертил концепцию эффективного управления производством. Таким образом, были достигнуты убедительные результаты в программах разработки месторождений и организации функционирования производства, повышении коэффициента продуктивности и эксплуатации старого фонда скважин, оптимизации коэффициента извлечения, увеличении интенсивности закачки воды в пласт, в программах внедрения новых технологий повышения нефтеотдачи пластов.
Нельзя не отметить вклад АО «СНПС-Актобемунайгаз» в реализацию государственной программы энергонезависимости: действовавшая много лет на месторождении Жанажол газотурбинная электростанция в 2015 году прошла этап модернизации (расширения), была построена новая блочная  турбо-парогенераторная станция с суммарной проектной мощностью выработки 160 МВт. Реализация проекта электрогенерации на нефтегазоконденсатном месторождении Жанажол позволила подчеркнуть статус АО «СНПС-Актобемунайгаз» как недропользователя с высоким уровнем инвестиционной ответственности: проект позволил увязать задачи утилизации попутного газа, заботы об экологии, повышения энергонезависимости региона, прироста потенциала актюбинской экономики и бюджетных пополнений.
Принципиальное значение на протяжении всех лет хозяйствования руководство Акционерного общества уделяет сфокусированной работе по обеспечению безопасности всех видов, включая программы общей промышленной безопасности, контроль за противофонтанной безопасностью, безопасностью при управлении наземным промысловым оборудованием, выявление скрытых угроз в системе «Health, Safety, Environment», общественную охрану объектов компании. Забота о безопасности ради Человека Труда – это базис в управленческой стратегии АО «СНПС-Актобемунайгаз».
Достижением в сфере модернизации предприятия является внедрение информатизационных комплексов и решений. Созданы системы информационного управления финансами, трудовыми ресурсами, HSE, процессом закупа ТМЦ, координацией производством. Осуществлено дистанционное управление основными объектами на месторождениях, уровень информатизации достиг уровня международных нефтяных компаний.
Деятельность АО «СНПС-Актобемунайгаз» напрямую связана с казахстанскими производителями товаров, работ и услуг. Всестороннее развитие экономики Казахстана демонстрирует прирост качества местной продукции. АО «СНПС-Актобемунайгаз» активно поддерживает связь с отечественными товаропроизводителями: при разработке месторождений, производственных операциях, строительстве все шире используется продукции казахстанского производства. Компания, закупая казахстанскую продукцию и услуги, перевыполняет обязательства по казахстанскому содержанию, зафиксированные в «Контрактах на недропользование».
Наравне с вниманием к производственно-технологическим и общехозяйственным задачам акционеры и менеджмент АО «СНПС-Актобемунайгаз» уделяют большое внимание деятельности по масштабной поддержке социально-значимых проектов региона и страны. Компания в полной мере поддерживает государственную идеологию по развитию социальной ответственности крупного бизнеса. В декабре 2009 года Акционерное общество стало лауреатом государственного конкурса «Парыз» в номинации «Лучший социальный проект», в декабре 2010 года – обладателем самой высокой награды «Гран При», а в 2015 году — обладателем второго места «Парыз» в номинации «За вклад в экологию».
Принципами, на которых базируется социально-общественная политика  компании, являются:
- - осознание истинной социальной ответственности компании перед всеми общественными институтами и группами;
- - адресность и эффективность корпоративных затрат на социальном поле;
- - партнёрская открытость, стремление координироваться с органами исполнительной власти в решении насущных социально-экономических проблем;
- - гуманизм и понимание тех причин, которые порождают социальные проблемы.

В Стратегии «Казахстан-2030» подчёркивается необходимость «быстрого увеличения добычи и экспорта нефти и газа с целью получить доходы, которые будут способствовать устойчивому экономическому росту и улучшению жизни народа». В соответствии с принятой стратегией развития нефтегазового комплекса, данный сектор экономики должен стать основой активного экономического подъёма страны. Данные стратегические постулаты всецело поддерживаются акционерами и трудовым коллективом АО «СНПС-Актобемунайгаз».

## История Компании
АО "СНПС-Актобемунайгаз" является хозяйствующим субъектом, чей исторический путь базируется на многолетнем существовании бывшего советского Производственного объединения "Актюбинскнефть". За годы своей истории предприятие прошло несколько стадий своей последовательной трансформации, вступив в 1997 году на современную ступень развития под управлением стратегического иностранного инвестора. Производственное объединение "Актюбинскнефть" было создано Приказом № 157 от 10 марта 1981 года Министерства нефтяной промышленности бывшего СССР. Приказ был подписан министром Мальцевым Н.А., одним из известнейших нефтяников мирового уровня. Предприятие было создано с целью долгосрочной планомерной разведки и разработки большого количества нефтегазоносных площадей в Актюбинской области Казахстана, поскольку в 60-70-е годы прошлого века в этом районе геологоразведочными работами были подтверждены высокие перспективы нефтегазоносности отложений. Подразумевалось, что ПО "Актюбинскнефть" будет единственным оператором по добыче углеводородов в Актюбинской области. В ПО "Актюбинскнефть" были переданы производственные филиалы ПО "Эмбанефть", расположенные в Актюбинской области, а также активы ряда других разрозненных геологических организаций. Главной целью создания ПО "Актюбинскнефть" в 1981 году была необходимость промышленной разработки открытого в 1978 году крупного нефтегазоконденсатного месторождения Жанажол и добычи промышленных объёмов нефти на нём. Кроме Жанажола, Правительство СССР передало только что созданному Производственному объединению права недропользования на таких углеводородных структурах Актюбинской области, как Кенкияк, Восточный Акжар, Акшат, Жагабулак, Мартук, Шенгельши и др. Кадровая политика того периода подразумевала привлечение для работы с актюбинскими углеводородами опытных специалистов из других регионов Советского Союза. Большое количество специалистов-нефтяников, приехавших в 1981-1984 годах в Актобе, навсегда связали свою судьбу с Кенкияком и Жанажолом, немало и сейчас профессионалов-первопроходцев работает в АО "СНПС-Актобемунайгаз".
В 1997 году победителем тендера по акциям "Актобемунайгаза" стала CNPC — весьма уважаемая в мировом масштабе промышленная корпорация. Стоит отметить, что на момент продажи Правительством  акций положение "Актобемунайгаза" было плачевным – огромные суммы дебиторской и кредиторской задолженности, стагнация в связи с потерей каналов логистики продукции, большой моральный и технический износ основных фондов, многомесячная задержка по заработной плате перед членами трудового коллектива были реалиями того периода.